# Nándor Tomanek
Nándor Tomanek (8 września 1922 Pecz – 4 sierpnia 1988 Budapeszt) – węgierski aktor, dwukrotny laureat nagrody Mari Jászai.
Ukończył studia aktorskie w 1951 roku. W latach 1962–1964 związany z Teatrem Petőfiego, później z Teatrem Komedii. W filmie debiutował w 1960 roku. Ze względów zdrowotnych w 1976 roku przeszedł na emeryturę i zrezygnował z występów na scenie.
Ojciec Gábora Tomanka (ur. 1951), aktora.